# Kraftliner
Kraftliner ist eine Papierart ähnlich dem Kraftpapier, die nicht direkt für Verpackungszwecke, sondern als Deckenpapier für Pappe verwendet wird.
Sie besteht aus gebleichtem oder ungebleichtem Kraftzellstoff (Sulfatzellstoff) mit einem besonders hohen Anteil langer Fasern. Kraftliner wird als Deckschicht von Well- oder Vollpappe verwendet. Es besitzt eine hohe Festigkeit und ist widerstandsfähig gegen Feuchte.
Eine besondere Anwendung von Kraftliner sind Slip sheets, ein Hilfsmittel zum palettenlosen Transport von Gütern. Slipsheets für besonders hohe Trag- und Zugkräfte bestehen in der Regel aus mehrlagig verleimtem Kraftliner.
Kraftliner muss laut Zolldefinition ein Flächengewicht von mindestens 120 g/m² aufweisen, wird jedoch mit Flächengewichten zwischen 115 g/m² und 430 g/m² angeboten. Der Recyclinganteil beträgt maximal 20 Prozent.